# Lion Noir
 (février 2022).
La mise en forme du texte ne suit pas les recommandations de Wikipédia : il faut le « wikifier ».
Les points d'amélioration suivants sont les cas les plus fréquents :
- Les titres sont pré-formatés par le logiciel. Ils ne sont ni en capitales, ni en gras.
- Le texte ne doit pas être écrit en capitales (les noms de famille non plus), ni en gras, ni en italique, ni en « petit »…
- Le gras n'est utilisé que pour surligner le titre de l'article dans l'introduction, une seule fois.
- L'italique est rarement utilisé : mots en langue étrangère, titres d'œuvres, noms de bateaux, etc.
- Les citations ne sont pas en italique mais en corps de texte normal. Elles sont entourées par des guillemets français : « et ».
- Les listes à puces sont à éviter, des paragraphes rédigés étant largement préférés. Les tableaux sont à réserver à la présentation de données structurées (résultats, etc.).
- Les appels de note de bas de page (petits chiffres en exposant, introduits par l'outil «  Source ») sont à placer entre la fin de phrase et le point final[comme ça].
- Les liens internes (vers d'autres articles de Wikipédia) sont à choisir avec parcimonie. Créez des liens vers des articles approfondissant le sujet. Les termes génériques sans rapport avec le sujet sont à éviter, ainsi que les répétitions de liens vers un même terme.
- Les liens externes sont à placer uniquement dans une section « Liens externes », à la fin de l'article. Ces liens sont à choisir avec parcimonie suivant les règles définies. Si un lien sert de source à l'article, son insertion dans le texte est à faire par les notes de bas de page.
- La présentation des références doit suivre les conventions bibliographiques. Il est recommandé d'utiliser les modèles {{Ouvrage}}, {{Chapitre}}, {{Article}}, {{Lien web}} et/ou {{Bibliographie}}. Le mode d'édition visuel peut mettre en forme automatiquement les références.
- Insérer une infobox (cadre d'informations à droite) n'est pas obligatoire pour parachever la mise en page.

Pour une aide détaillée, merci de consulter Aide:Wikification.
Si vous pensez que ces points ont été résolus, vous pouvez retirer ce bandeau et améliorer la mise en forme d'un autre article.
Lion Noir est une marque de cirages et de produits d’entretiens créée dans les années 1890 et développée par la société «les Produits du Lion Noir» créée le 16 mars 1917. Cette marque a connu un grand succès dans la première moitié du XXe siècle. Elle s'effacera en 1992 après avoir changé plusieurs fois de propriétaires.

## Origines de la société et de la marque
Les origines de la société les Produits du Lion Noir remontent aux années 1890. En 1891, un certain monsieur J. Delage commercialise un cirage sous la marque Lion Noir.
Delage s’associe par la suite avec un ingénieur chimiste de l’ESPCI, Fernand George. La maison Delage et George commercialise en 1900 différents produits suivants sous la marque Lion Noir, cirage, crème, encaustique, pâtes à fourneaux. La société est située au 100 Grand’Rue, à Montrouge (aujourd'hui la rue Gabriel-Péri).
Fernand George crée parallèlement son affaire en 1895 au 100 Grand’Rue à Montrouge  et met au point des procédés de fabrication des produits d’entretien et de cirage à base de cires. L’utilisation de cires est une nouveauté dans la fabrication des cirages qui utilisait plutôt des composants  chimiques, tels que des noirs de fumée, noirs d’os, etc. Elle contribue au brillant des cirages et des crèmes Lion Noir et à leur succès. Le 16 mars 1917, associé à Gustave Frémont, Fernand George crée la société des Produits du Lion Noir. Le capital social de départ est de 13,5 millions de francs.

### Une marque multi-produits
La société Les Produits du Lion Noir commercialise de nombreux produits. Plusieurs, tels Le Lion Blanc ou le Miror sont nés pendant la première guerre mondiale, une période où les Etablissements Fernand George sont très actifs et recensent plus de cinq cents ouvriers dans leur usine de Montrouge. Un portrait patriotique de l’entreprise et de Fernand George est réalisé en 1917 dans un journal intitulé «L’image de la guerre». Outre les cirages en tubes et en boîtes, l’entreprise fabrique et vend de la lessive, de la pâte à fourneaux, des brillants liquides, de l’encaustique, de la poudre à fourneaux, des produits détachants. Les produits pour les carrosseries automobiles Automiror sont lancés en 1927. Certaines marques de Lion Noir sont très connues et ont traversé les décennies,. C’est le cas de Miror et de l’Argentil.

### Une société prospère et en fort développement
Peu de temps après sa création, en 1919, la société est cotée en Bourse. Hormis l’exercice 1920, ses bénéfices sont en constante augmentation. De 1922, à 1933, la Société des Produits du Lion Noir réalise près de 60 millions de bénéfices cumulés. En 1938, la société des Produits du Lion Noir reprend les activités de cirage et les usines de la société générale des Cirages Français, dont la marque la plus connue es Eclipse. L’entreprise change alors de dénomination pour Société des produits chimiques Lion Noir – Produits d’entretien Lion Noir – Eclipse,,.

### Une forte présence commerciale et publicitaire
La marque Lion Noir est récompensée dès 1900, lors de la présentation de ses produits à  l’Exposition universelle de Paris.
Par la suite, Lion Noir obtiendra plusieurs autres récompenses, telle une médaille d’or à Bruxelles en 1910. Fernand George, le fondateur de la société des Produits du Lion Noir, est délégué-rapporteur pour les industries chimiques à l’exposition universelle de 1915 de San-Francisco,,.
Pour vendre ses produits et assurer sa notoriété, Lion Noir affiche une forte présence sur le terrain. L'image de l'emblématique statue figurant un lion noir, hissée sur le kiosque de vente de l'entreprise à l'exposition universelle de 1911 de Turin est diffusée sous forme de carte postale. En 1912, le journal Excelsior écrit : «Qui ne connaît pas les luxueuses voitures-automobiles réclames de la célèbre marque de cirage Lion Noir?»Dans le journal la Publicité, 1e janvier 1927, les souvenirs d’un représentant en publicité mettent en avant l’impact de ces premières automobiles avec leurs ampoules électriques qui «lançaient le soir des regards de feu» dans les campagnes bretonnes. Ces témoignages laissent supposer que Lion Noir devient alors connu du plus grand nombre. Ainsi, dans le Journal amusant, peut-on lire en 1913 une comparaison entre un boxeur et la marque de cirage : «Incomparable et invincible il pourrait s’appeler le Lion Noir, comme lui il s’assouplit et s’entretient le cuir en attendant les grands matches.» En 1937, dans le magazine Séduction, la phrase suivante atteste la forte reconnaissance et identification de la marque : «les rues étaient pleines de gens qui sentaient l’eau de Cologne et le Lion Noir.» En 1920, un journal relève que l'impact publicitaire de Lion Noir a été tel, qu'à cette époque  beaucoup de marques ont décidé de s'appeler du nom d'un animal (ours, panthère, autruche) et de lui accoler le qualificatif noir.
Lion Noir est un sponsor du Tour de France, dès la première édition de 1929. La voiture avec son Lion Noir, sa patte ouverte sur la boîte de cirage, est vue par les millions de spectateurs. «On ne peut plus concevoir un tour de France sans le Lion Noir», est-il écrit dans l’Auto en 1933, un journal qui rappelle chaque année la présence du généreux sponsor depuis le Premier Tour de France de 1929,.
Lion Noir est également très présent aux différentes foires et salons. En 1927, comme en 1935, le Président de la République en exercice s’arrête devant des stands des Produits du Lion Noir, une  fois au Salon des Arts ménagers, une autre fois au Salon de l’Auto. Les stands de la société sont souvent remarqués pour «leur présentation jugée originale ou élégante,.»Les Salons servent également de rampes de lancement des produits, comme des nouveaux produits à base de laques cellulosiques en 1933, par exemple.

### Une marque nationale, présente dans la France et dans l'Empire colonial français
Parmi les messages véhiculés par Lion Noir dans les années 1920, l'identité nationale de la marque est mise en avant dans des slogans tels que : « N'employez que les produits du Lion Noir, la grande marque française. »
,. Avant la décolonisation, les produits de Lion Noir se trouvent dans les différents pays de l'Empire colonial français, tels l'Algérie, Madagascar, l'Indochine.

### La fin de Lion Noir
En 1965, la société Lion noir emploie 350 personnes sur son site de Montrouge. C’est alors qu’elle fusionne avec la société nouvelle Solitaire (S.N.S.), laquelle a acheté plusieurs autres marques, dont les cirages et produits d'entretien Mayola en Bretagne. L’ensemble prend le nom de Prodef avant de revenir ultérieurement à celui de Solitaire. La fabrication des cirages et crèmes Lion Noir est alors transférée à Rosporden en Bretagne.
En 1987, Solitaire, revend Lion Noir à Henkel. Henkel gardera certains produits de l’ancien ensemble Lion Noir, tel Miror, et revendra les cirages et crèmes Lion Noir au groupe pétrolier BP en 1989. Celui-ci les revendra à son tour en 1991 à Bolton-Solitaire. Dans la foulée, Bolton-Solitaire arrêtera l'exploitation de Lion Noir. Cette cession fait suite à une période où l'évolution du secteur des produits d'entretien a été marquée par l'émergence des marques des grands distributeurs et une concentration très forte des acteurs. Selon des analyses de l’époque, il n’y n'a plus de place face à Kiwi et à Baranne pour une marque  réputée mais insuffisamment armée. Comme l'expliquera un représentant de la société Solitaire, cette marque jouissait encore d'une très forte notoriété mais d'un manque d'attachement des consommateurs.